# La Coiffure (Renoir)
Pour les articles homonymes, voir La Coiffure.
La Coiffure est un tableau réalisé par le peintre français Auguste Renoir en 1888. Cette huile sur toile est une scène de genre qui représente une femme en robe verte en train de placer une fleur dans la coiffure d'une compagne assise dans un fauteuil rouge. L'œuvre est conservée au musée Pola de Hakone, au Japon. Sa composition a inspiré à Henri Matisse celle de sa propre Coiffure, exécutée en 1907.

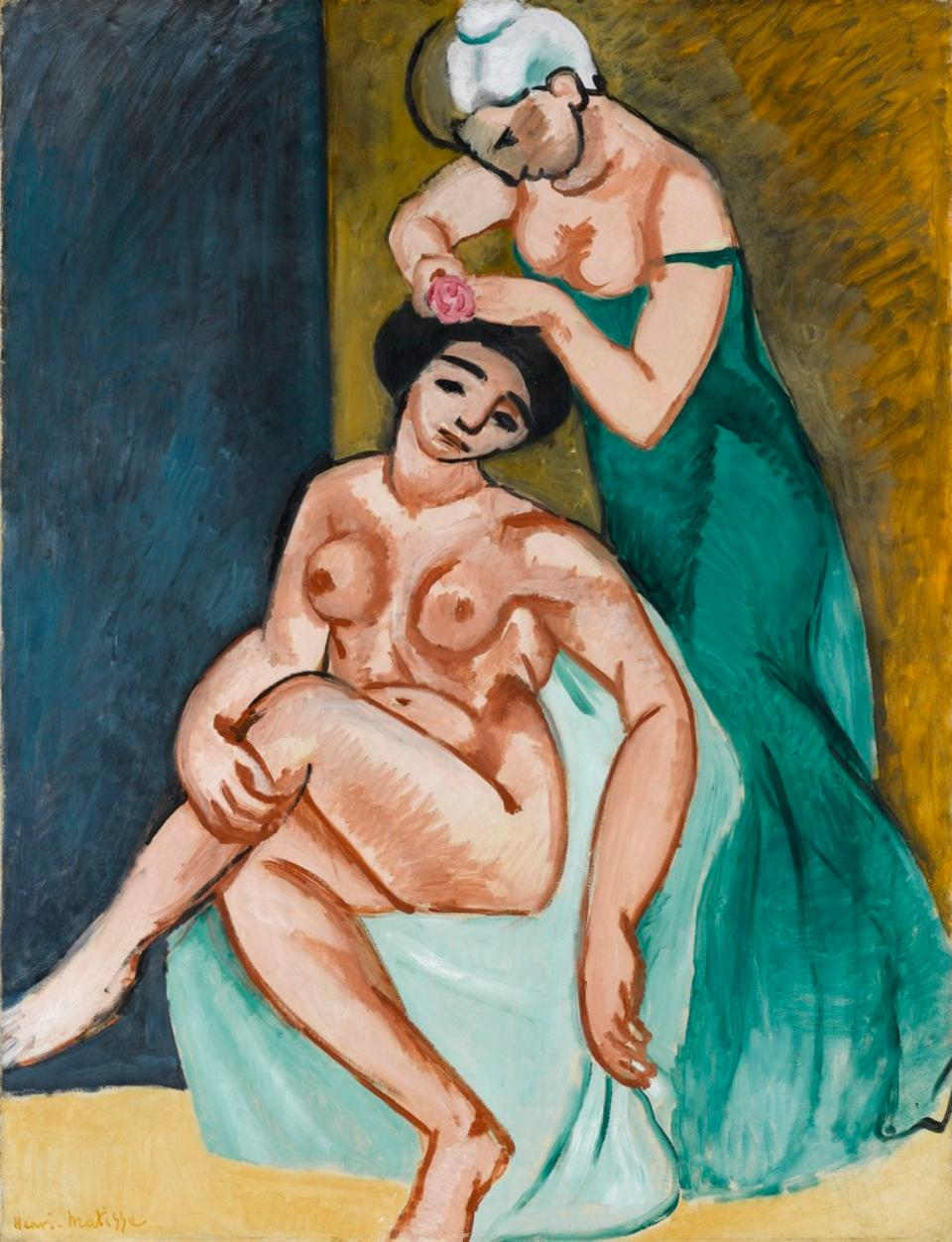
Henri Matisse, La Coiffure, 1907 – Staatsgalerie Stuttgart, Stuttgart.